# Vous voulez rire, monsieur Feynman !
Vous voulez rire, monsieur Feynman ! (titre original : "Surely You're Joking, Mr. Feynman!": Adventures of a Curious Character) est un recueil de mémoires du prix Nobel de physique Richard Feynman. Le livre, publié en 1985, évoque des moments de la vie de Feynman. 

## Origines et contenu
Les anecdotes de l'ouvrage sont tirées de conversations enregistrées sur magnétophone entre Feynman et son ami proche et partenaire de batterie Ralph Leighton (en).
Certaines sont légères, comme sa fascination pour le forçage de coffre-fort et les bars topless, ou évoquent l'art et la samba. Ce livre évoque également des sujets plus sérieux, comme son travail dans le projet Manhattan (durant lequel sa première femme Arline Greenbaum meurt de la tuberculose) ou sa critique de l'enseignement de la science au Brésil. Le chapitre "Monster Minds" ("esprits monstres") décrit sa présentation légèrement nerveuse de son travail universitaire sur sa théorie temporellement symétrique en face d'Albert Einstein, Wolfgang Pauli et d'autres grandes figures de l'époque.
Le titre vient de la réponse d'une femme à l'université de Princeton : après qu'elle demanda à Feynman s'il voulait du lait ou du citron dans son thé, Feynman a répondu les deux (ignorant que le citron ferait cailler le lait).

## Succès
Vous voulez rire, monsieur Feynman ! s'est vendu à plus de 500 000 exemplaires.
Ce succès-surprise a amené une suite intitulée What Do You Care What Other People Think? tirée également des conversations entre Leighton et Feynman.

## Référence
- (en) Cet article est partiellement ou en totalité issu de l’article de Wikipédia en anglais intitulé « Surely You're Joking, Mr. Feynman! » (voir la liste des auteurs).

## Ouvrages
- Surely You're Joking, Mr. Feynman!: Adventures of a Curious Character, Richard Feynman, Ralph Leighton (contributor), Edward Hutchings (editor), 1985, W W Norton,  (ISBN 0-393-01921-7); 1997 paperback:  (ISBN 0-393-31604-1) (réédition 2010) [lire en ligne]; 2002 Blackstone Audiobooks unabridged livre audio:  (ISBN 0-7861-2218-8)